# Wyeomyia trifurcata
Wyeomyia trifurcata är en tvåvingeart som beskrevs av Clastrier 1973. Wyeomyia trifurcata ingår i släktet Wyeomyia och familjen stickmyggor.
Artens utbredningsområde är Franska Guyana. Inga underarter finns listade i Catalogue of Life.